# Квіцані
Квіцані (груз. კვიცანი) — село в Грузії.
За даними перепису населення 2014 року в селі проживає 51 особа.